# St. George, Missouri
St. George är en ort i St. Louis County i delstaten Missouri, USA.